# Kognater
Kognat är även en lingvistisk term, se Kognat.
Kognater är personer med släktskap genom valfri kombination av manliga och kvinnliga led. I rättssammanhang har begreppet tolkats som (även) kvinnlig arvsrätt eller successionsordning. Kognater ställs ofta i motsats till agnater, agnatisk härstamning (patrilinjär) och agnatisk tronföljd, det vill säga enbart via manliga släktled. Begreppet ska inte sammanblandas med matrilinjär härstamning, enbart via kvinnliga led.